# Susanne Bjarneborg
Susanne Linnea Bjarneborg, senare gift Tydén, född 13 augusti 1965 i Kortedala församling, är en svensk före detta fotbollsspelare som spelade för Gais på 1980-talet.
Bjarneborg var med i det Gaislag som slutade tvåa i svenska cupen 1985 och även förlorade SM-finalen samma år. Hon spelade sammanlagt 97 matcher i högsta serien med Gais.